# 靈實醫院

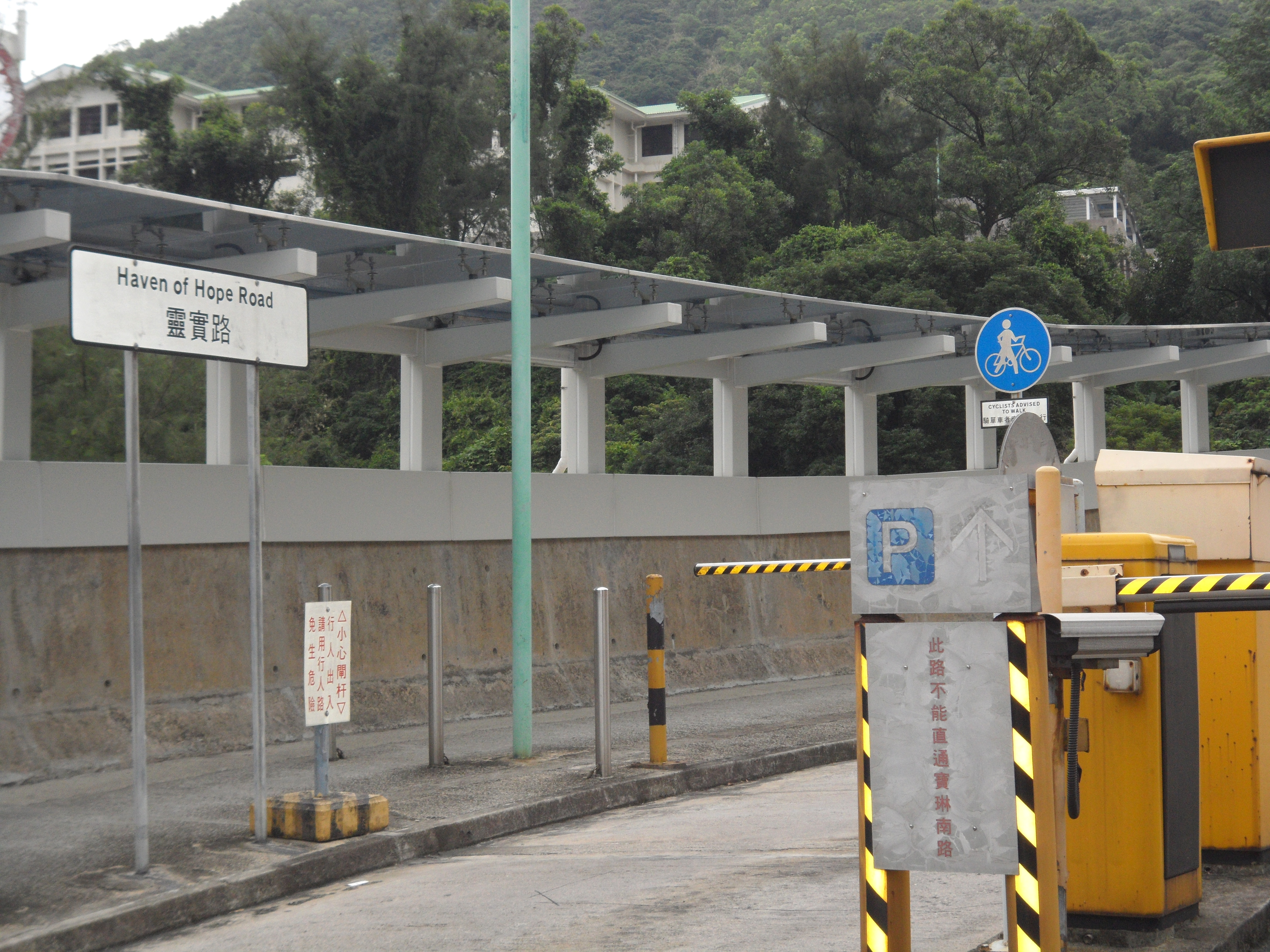
靈實路是通往靈實醫院的私家路

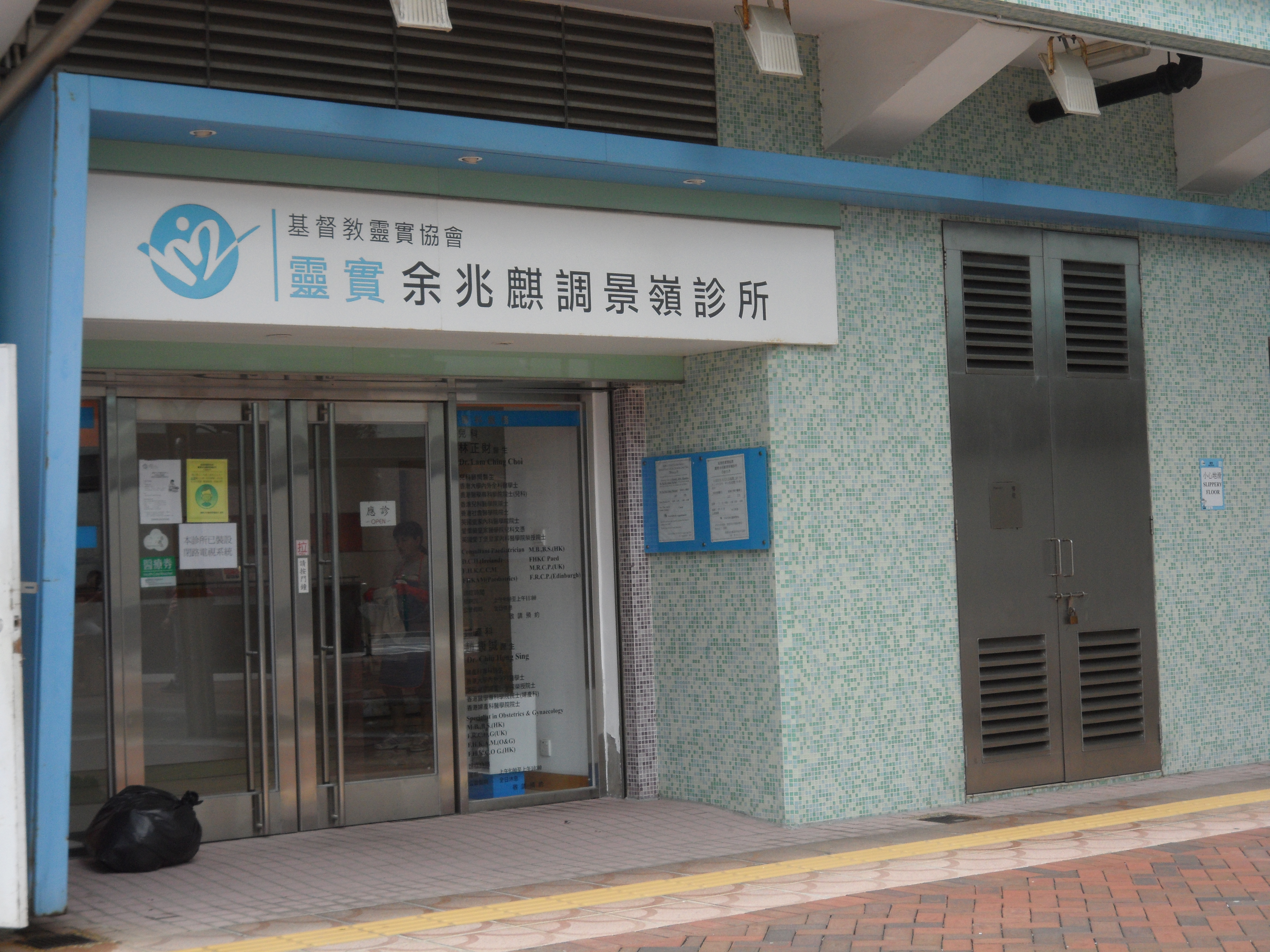
靈實余兆麒調景嶺診所，位於健明邨明日樓地下

靈實醫院（英語：Haven of Hope Hospital，醫院管理局內部代碼：HHH）是將軍澳區內第一間政府醫院，位於香港新界西貢區將軍澳靈實路8號的一間專科復康醫院。醫院由挪威女傳教士司務道於1955年創立。
醫院現由基督教靈實協會和香港醫院管理局共同管理。為善用資源，雖然將軍澳區地域上是新界東，但其距離與以新界東醫院聯網為龍頭醫院的威爾斯親王醫院較遠，因此一如其他將軍澳公立部門如警區等，併入毗鄰的東九龍與觀塘基督教聯合醫院及將軍澳區內另一所醫院將軍澳醫院組成九龍東醫院聯網，並非民眾以為的靈實醫院位於九龍。醫院主要提供護養性質的服務，共有425張病床，設有老人科，並為末期病人提供善終服務。

## 歷史
1950年起，因發生秧歌舞事件。大量難民被政府安排遷入調景嶺；此後調景嶺營人口不斷增加。由於生活環境惡劣，不少難民患上肺結核病，因此於1953年，一班宣教士成立「調景嶺基督教醫務所」，開始興建療養室，為難民提供醫療及救濟服務；惟一年後整棟病房受颱風艾黛摧毀。翌年，調景嶺基督教醫務所委辦會（即後來的基督教靈實協會）開始興建靈實肺病療養院，同年投入服務。
1960年10月22日，靈實肺病療養院護士宿舍落成啟用，並由美國駐港總領事艾華德主持開幕禮。
1973年，靈實肺病療養院獲政府資助，隨後於1976年易名為靈實醫院。1997年，現時重建後的主座大樓及附屬樓投入服務。

### 擴建
靈實醫院的療養病房位於三座建築內，分別為靈恩病房，靈佑病房和靈康病房。這三座大樓建於1950年代，曾在1998年進行翻新。經使用18年後，療養病房已日漸殘舊，病房內的設施亦已過時，未能符合現代的服務要求。
政府在《2013年施政報告》中加強為患有慢性疾病的長者提供較長期的復康護理服務。為此，靈實醫院進行擴建以增設160張延續護理病床，而臨床、輔助及附屬設施也會擴充，以支援新增的住院護理服務。現時位於三座舊醫院大樓的116張療養病床將重置於新醫院大樓內，並會興建兩條連接橋貫通新大樓與醫院主座。該項工程後來被納入為醫管局的十年醫院發展計劃之一，2016年3月，政府向立法會提交工程項目申請，計劃斥資21億港元重建。工程於2016年7月展開，新大樓於2020年冠名為「信望愛樓」（Trinity Block），並於2022年6月15日正式啟用。靈實醫院擴建後，病床數量將由521張增至681張，新大樓亦設置了日間內科及復康中心以及水療池，為腰背痛、膝頭痛以及下腰背關節痛患者提供訓練。現時，北面山坡的療養病房大樓正進行拆卸，原址擴建司務道寧養院。

## 服務範圍
- 老人及復康科
- 胸肺科
- 紓緩治療科（善終服務）
- 專科門診服務
- 社康服務
- 日間復康服務
- 專職醫療服務
- 臨床診斷服務
- 小手術
- 臨床牧關服務
- 社區參與及義工服務
- 社區及健康資源中心

### 外部連結
- 靈實醫院簡介 ( 頁面存檔備份，存於互聯網檔案館)
- 靈實護養院 （页面存档备份，存于）
- 醫院歷史 （页面存档备份，存于）
- 基督教靈實協會的Facebook專頁